# 圣方济各堂 (帕多瓦)
圣方济各堂（San Francesco Grande）是一个宗教建筑，位于意大利帕多瓦圣方济各街。

## 历史
1414年12月29日，巴尔多夫妇当着主教彼得马塞洛的面，宣布将部分财产捐赠给方济各会，兴建教堂、修道院和医院。1416年10月25日举行了奠基仪式。1430年10月24日祝圣。直到拿破仑取缔修会，教堂在1810年转归堂区。1914年方济各会返回该堂。